# Чистяков, Евгений Михайлович
Евгений Михайлович Чистяков (12 февраля 1920, Углич, Ярославская губерния — 25 марта 1960) — заместитель командира эскадрильи 92-го истребительного авиационного полка 44-й истребительной авиационной дивизии 6-й армии Юго-Западного фронта, младший лейтенант. Герой Советского Союза.

## Биография
Родился 12 февраля 1920 года в городе Углич ныне Ярославской области в семье рабочего. Русский. Член ВКП(б)/КПСС с 1941 года. Окончил 7 классов и школу ФЗУ. Работал слесарем на Ленинградском заводе имени С. М. Кирова.
В Красной Армии с 1937 года. В 1938 году окончил Борисоглебскую военно-авиационную школу пилотов.
Участник Великой Отечественной войны с июня 1941 года.
Заместитель командира эскадрильи 92-го истребительного авиационного полка младший лейтенант Евгений Чистяков к ноябрю 1941 года совершил 89 боевых вылетов на разведку и штурмовку войск противника.
Указом Президиума Верховного Совета СССР от 20 ноября 1941 года за образцовое выполнение боевых заданий командования на фронте борьбы с немецко-фашистскими захватчиками и проявленные при этом мужество и героизм, младшему лейтенанту Евгению Михайловичу Чистякову присвоено звание Героя Советского Союза с вручением ордена Ленина и медали «Золотая Звезда».
В 1943 году окончил ускоренный курс Военно-воздушной академии.
После войны лётчик продолжал службу в ВВС СССР. Полковник Е. М. Чистяков командовал авиационной дивизией. Скоропостижно скончался 25 марта 1960 года.
Награждён орденом Ленина, тремя орденами Красного Знамени, орденами Александра Невского, Отечественной войны 1-й степени, двумя орденами Красной Звезды, медалями.